# Ematheudes neonepsia
Ematheudes neonepsia is een vlinder uit de familie snuitmotten (Pyralidae). De wetenschappelijke naam van deze soort is voor het eerst geldig gepubliceerd in 1956 door Martin E. L..
De soort komt voor in tropisch Afrika.